# CC 72100
CC 72100 — результат модификации 30 секций тепловоза CC 72000 в 2002—2004 годах. Они использовались между городами Парижем и Мюлузом, Реймсом и Дижоном.
Локомотивы оснащены 16-цилиндровым двигателем, который развивает 2650 кВт, или 3604 лошадиных силы при 1500 оборотах в минуту. Каждый поршень имеет диаметр 200 мм и ход 210 мм, что дает общей объём 105,504 литра.